# Siete Iglesias de Trabancos
Siete Iglesias de Trabancos – gmina w Hiszpanii, w prowincji Valladolid, w Kastylii i León, o powierzchni 61,29 km². W 2011 roku gmina liczyła 547 mieszkańców.